# 渡辺紀征
渡邊 紀征（わたなべ のりゆき、1940年10月10日 - ）は、日本の実業家。ファミリーマート副社長や西友の社長・会長を務め、セゾングループ成長の牽引役の一人として知られた。日本チェーンストア協会会長、スギホールディングス取締役、エステー取締役等も歴任。

## 人物
東京都出身。東京都立立川高等学校を経て、1963年に一橋大学社会学部を卒業した。野村證券に入社するも、自分に合わないと考え退社、客の喜びが直接伝わってくる小売業への就職を希望し、1968年に西友ストアーに入社、営業畑を歩む。
営業企画部長、小売事業本部長を経て、1982年に西友ストアー取締役、1986年に西友常務、1992年に西友代表取締役専務に就く。
1995年にファミリーマート代表取締役専務、1997年にファミリーマート代表取締役副社長に就く。
1997年に西友代表取締役社長兼日本経済団体連合会常務理事、2001年に西友代表取締役会長兼第17代日本チェーンストア協会会長、2003年に西友取締役会議長兼代表執行役兼日本チェーンストア協会副会長に就く。
経営が悪化していた西友を、日系企業と統合してもノウハウにプラスアルファになることはないが、外資とならプラスアルファがあると考え、ウォルマート傘下入りを主導した。2005年に西友はウォルマートの子会社となった。
2005年に西友取締役会議長兼代表執行役CEO、2006年に西友取締役会議長兼執行役に就任する。24時間営業店舗の拡大、新型物流センターの開設を進めた。2007年に取締役及び執行役を退任し、ウォルマート出身のエドワード・カレジェッスキーCEOが、取締役会議長を兼務する。
2008年1月からスギ薬局特別顧問、同年5月スギホールディングス取締役（指名・報酬委員会委員長）に就任する。2014年退任、ヨコハマグランドインターコンチネンタルホテル特別顧問、立川高校同窓会紫芳会理事長。2016年エステー取締役。
趣味は囲碁、将棋、麻雀。